# Ковальський Ігор Романович
Ковальський Ігор Романович (нар. 9 лютого 1960, Львів — український митець, майстер різьби по дереву. Член НСМНМУ з 2004 р.

## Біографія
Народилвся 9 лютого 1960 р. у місті Львові.
Закінчив Український поліграфічний інститут ім. Івана Федорова в 1988 р. (механічний факультет). Працював інженером конструктором У Львівському науково-дослідному інституті матеріалів (1983-з 1991 р.), заввиробництвом ВТФ «Друксервіс». Нині працює в краєзнавчому музеї у Винниках біля Львова.
Член НСМНМУ з 2004 р.
Учасник обласних, всеукраїнських, міжнародних виставок, зокрема в США, Польщі та Швеції
Мешкає у Львові.